# Leucobryum albescens
Leucobryum albescens är en bladmossart som beskrevs av C. Müller 1900. Leucobryum albescens ingår i släktet Leucobryum och familjen Dicranaceae. Inga underarter finns listade i Catalogue of Life.